# Xạ hùng mềm
Xạ hùng mềm (danh pháp khoa học: Actinostemma tenerum) là một loài thực vật có hoa trong họ Cucurbitaceae. Loài này được nhà thực vật học người Anh William Griffith (1810-1845) mô tả khoa học đầu tiên năm 1845.

## Phân bố
Loài bản địa Ấn Độ (Assam, ven núi thuộc Đông và Tây Himalaya), Bangladesh, Bhutan, Campuchia, Nepal, bán đảo Triều Tiên, Lào, Đài Loan, Thái Lan, Trung Quốc, Việt Nam.

## Các thứ
Bao gồm 2 thứ như sau:
- Actinostemma tenerum var. tenerum[5]
- Actinostemma tenerum var. yunnanense A.M.Lu & Zhi Y.Zhang, 1984[6]

### A. tenerumvar.tenerum
Actinostemma tenerum var. tenerum: Nguyên chủng. Rộng khắp trong vùng phân bố của toàn loài. Các danh pháp đồng nghĩa bao gồm:
- Actinostemma chaffanjonii H.Lév., 1914
- Actinostemma lobatum f. longilobum Kom., 1907
- Actinostemma lobatum f. subintegrum (Kom.) Kitag., 1979
- Actinostemma lobatum var. subintegrum Kom., 1907
- Actinostemma parvifolium Cogn., 1916
- Karivia longicirrha Miq., 1865
- Momordica paina Buch.-Ham. ex Wall., 1832 nom. nud. nom. inval.
- Momordica paina Buch.-Ham. ex G.Don, 1834
- Sicyos oxyanthus Wall., 1832 nom. nud. nom. inval.

### A. tenerumvar.yunnanense
A. tenerum var. yunnanense: Miền tây tỉnh Vân Nam (Trung Quốc).